# Atlético Rio Negro Clube (Roraima)
Atlético Rio Negro Clube, kortweg Rio Negro is een Braziliaanse voetbalclub uit Boa Vista in de staat Roraima.

## Geschiedenis
De club werd in 1971 opgericht. In 1991 en 2000 won de club het staatskampioenschap van Roraima. In 2001 nam de club deel aan de Copa do Brasil.

## Erelijst
Campeonato Roraimense
1991, 2000